# 回心
回心（かいしん、英: conversion）は、神に背いている自らの罪を認め、神に立ち返る個人的な信仰体験のことを指す。日本語訳の「回心」はキリスト教の用語として作られた造語である。ただし、他の宗教での類似の体験について一般的に用いられることのあることもある。
仏教の回心（、廻心）とは直接関係ない。

## 日本語の由来
日本語の回心の語は、日本基督教会の指導者植村正久の福音新報で、英語のコンボルジョン（コンバージョン）の訳語として、最初に用いられた造語である。

## キリスト教における回心

### 聖書の用語
旧約聖書では「シューブ」（「向きを変える」「帰る」の意味。）と「ナハーム」（悲しみの感情を伴って悔い改める）というヘブル語が用いられる。新約聖書では「エピストゥレフォー」（方向転換して戻る）と「metanoeo　メタノエオー」（悔い改める）というギリシア語が用いられる。名詞形が μετάνοια,metanoia「悔い改め」である。

### カトリック教会
カトリックにおける回心とは、日本語辞書にある「改心」とは全く異なる。信者が周りを見回す要領で頭を旋回すると、その時点で起こっている事象についての解釈や感じ方が変わることを指す。カトリック信者にとっては、その瞬間に自分の頭を支配しているのがイエス・キリストか、あるいは悪魔かの判断材料となる。頭を回す動きをするため、回す心『回心』と書く。神への回帰とも言える。

### プロテスタント

#### 改革派
回心の二つの要素は悔い改めと信仰であり、聖霊によって新生（再生）した者が回心する。新生（再生）は一方的な神の業であって、この出来事において人は徹底して受動的である。回心もまた徹底して神の業であるが、人間の能動性や主体性もその内に含みつつ起こる出来事である。また、改革派系では回心は一度限りのことであり、第二の回心はないとする者もいるが、二回目の回心は聖書の明らかに証言するところであるとする立場もある。

#### ウエスレアン・アルミニアン神学
ウエスレアン・アルミニアン神学では形式上の信者が、心から信じるようになる体験（第二の回心）を意味する場合もある。

### 正教会
正教会において、回心は神成の始まりであり、死にいたるまで続く新生の涙の感動であると捉えられる。回心は恩寵への入り口として通過されるべき一つの段階ではなく、絶えず続く状態（神との一致）を渇望する者の恒常的態度であり、洗礼後に神から与えられる「第二の誕生」である。
回心は、高慢や無知から自身を「恩恵の状態にある」と考える、新約聖書に登場するファリサイ派の心の状態とは全く逆のものである。
「回心は - 救いを願う罪人にも義人にも - 常にすべての人々にふさわしいものです。完全になることに限りはないのです。だから最も完全な人々の完全さも、一つの不完全さにすぎません。そういうわけで、死の瞬間にいたるまで、回心はその堅牢さと結実において完成されることなどないのです。」とシリアのイサアクは述べている。
「回心とは人間性に反するものから人間性に固有なものへ、デーモンのとりこから神へと立ち返ることです。それは努力と骨折りによって実現されます。」とダマスコのイオアンは述べている。